# Rivière Pikauba
Pour les articles homonymes, voir Pikauba.
La rivière Pikauba est un affluent du lac Kénogami, coulant dans la province de Québec, au Canada, dans les régions administratives de :
- Capitale-Nationale : dans le territoire non organisé de Lac-Pikauba, dans la municipalité régionale de comté (MRC) de Charlevoix ;
- Saguenay-Lac-Saint-Jean : dans le territoire non organisé de Lac-Ministuk, dans la municipalité régionale de comté (MRC) de Le Fjord-du-Saguenay.

Cette rivière traverse la réserve faunique des Laurentides. La vallée de la rivière Pikauba est surtout accessible grâce à la route 169 et la route 175 (reliant Québec et Chicoutimi). D’autres routes forestières secondaires ont été aménagées dans le secteur pour les besoins de la foresterie et des activités récréotouristiques,,.
La rivière Pikauba et le lac Pikauba jouissent depuis la fin du XIXe siècle d'une réputation considérable auprès des chasseurs et des pêcheurs. Dans toute la région, la truite foisonne et la chasse aux caribous fut jadis très populaire.
La surface de la rivière Pikauba est habituellement gelée de la fin novembre au début avril, toutefois la circulation sécuritaire sur la glace se fait généralement de la mi-décembre à la fin mars.

## Géographie
La rivière Pikauba est l'un des plus importants cours d'eau entre Québec et Saguenay. Bordée de montagnes escarpées, son cours étroit est parsemé de rapides et compte plusieurs chutes ; elle s'élargit en aval, riche des eaux de son bassin de drainage qui comprend les rivières Apica, aux Écorces, Pika et la petite rivière Pikauba. De plus en plus tumultueuse, elle vient se jeter dans la partie ouest du lac Kénogami.
La rivière Pikauba prend sa source à la digue à l'embouchure sud-est du lac Pikauba qui comporte un autre émissaire, soit la rivière Cyriac ; cette autre embouchure est située au fond d’une baie de la rive nord. Ce lac est situé dans la partie centrale de la réserve faunique des Laurentides. Ce lac comporte une longueur de 10,2 km, une largeur maximale de 1,9 km, une altitude est de 827 m et une superficie de km2. Ce lac est doté d’un rétrécissement générant un détroit d’une centaine de mètres de largeur démarquant la partie nord du lac. L'embouchure du sud-est du lac se déversant dans la rivière Pikauba est située à :
- 5,9 km au nord-est de la route 175 reliant les villes de Québec et de Saguenay ;
- 8,6 km au sud-est de la jonction des routes route 175 et route 169 ;
- 38,2 km au sud-ouest du barrage à l’embouchure du lac Ha! Ha! ;
- 57,0 km au sud-est du barrage de Portage-des-Roches situé à l'embouchure du lac Kénogami ;
- 62,5 km au sud-est de la confluence de la rivière Pikauba et du lac Kénogami ;
- 70,3 km au sud-est de la confluence de la rivière Chicoutimi et de la rivière Saguenay, soit au centre-ville de Saguenay[2].

À partir de l'embouchure sud-est du lac Pikauba, la rivière Pikauba coule sur 138,8 km, avec une dénivellation de 677 m, selon les segments suivants :
Cours supérieur de la rivière Pikauba (segment de 37,6 km)
- 8,1 km vers le sud-ouest jusqu'à la décharge (venant du sud) des lacs Jupiter, Violon et du Général Tremblay, correspondant à un coude de rivière situé près de la route 175 ;
- 11,3 km vers le sud-est en longeant la route 175, jusqu'au ruisseau Philippe (venant du nord-est) ;
- 5,7 km vers le sud en longeant la route 175, en passant sous le pont de cette dernière route, jusqu'à un coude de rivière ;
- 6,9 km vers le nord-ouest dans une vallée encaissée, jusqu'au ruisseau de l'Enfer (venant du sud) ;
- 5,6 km vers le nord-ouest en recueillant le ruisseau des Pies (venent du sud), jusqu'au ruisseau Noir (venant de l'ouest) ;

Cours intermédiaire de la rivière Pikauba, en aval du ruisseau Noir (segment de 39,6 km)
- 9,4 km vers le nord-ouest, puis vers le nord, jusqu'à la décharge du lac Davenport ;
- 5,9 km vers le nord-ouest en serpentant, jusqu'au ruisseau Croche (venant de l'est) ;
- 2,6 km vers l'ouest, jusqu'au ruisseau Leboeuf (venant du sud) ;
- 7,6 km vers le nord-ouest en longeant plus ou moins la route 169, jusqu'au ruisseau Ovide (venant du nord-est) ;
- 9,1 km vers le nord-ouest en serpentant, jusqu'au ruisseau Tremblay (venant du sud-est) ;
- 5,0 km vers le nord-ouest jusqu'à un coude de rivière, puis vers l'ouest en recueillant le ruisseau Félix, jusqu'à la confluence de la rivière Apica (venant du sud) ;

Cours intermédiaire de la rivière Pikauba, en aval de la rivière Apica (segment de 35,1 km)
- 8,2 km vers le nord-ouest dans une vallée encaissée formant un petit crochet vers l'est en fin de segment, jusqu'au ruisseau Damasse (venant de l'est) ;
- 18,4 km vers le nord-ouest en serpentant jusqu'à la rivière Pika (venant du sud) ;
- 8,5 km vers le nord en recueillant le bras des Angers jusqu'à la confluence de la petite rivière Pikauba (venant de l'est) ;

Cours inférieur de la rivière Pikauba (segment de 26,5 km)
- 9,1 km vers le nord en recueillant le ruisseau Dominus (venant de l'ouest) en début de segment, puis en recueillant le ruisseau à la Sauce (venant du sud-ouest), jusqu'au ruisseau à la Blague (venant du nord-est) dont la confluence est située en aval d'un coude de rivière ;
- 6,8 km vers le nord-ouest jusqu'à la confluence de la rivière aux Écorces (venant du sud) ;
- 2,2 km vers le nord-ouest, jusqu'au ruisseau L'Abbé (venant du sud-est) ;
- 5,1 km vers le nord-est en formant un W en fin de segment, jusqu'au ruisseau des Gagnon (venant du sud-est) ;
- 3,3 km vers le nord-ouest, en courbant vers le nord-est en contournant une montagne, jusqu'à son embouchure[2].

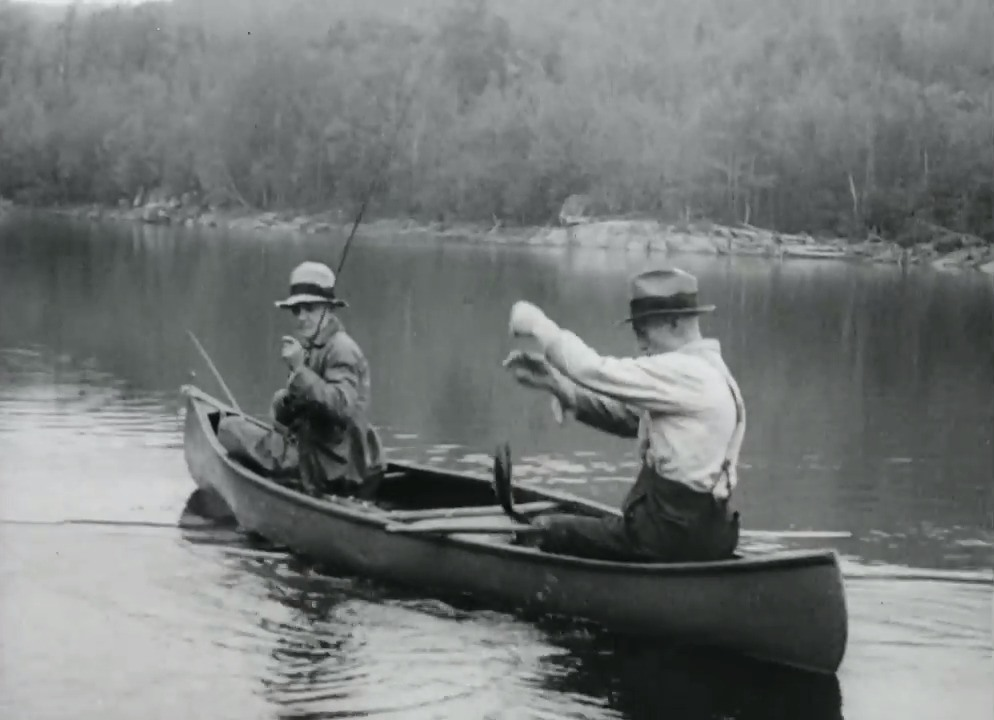

La rivière Pikauba se déverse dans une baie de la rive sud du lac Kénogami, à 1,0 km à l'ouest de la Pointe Finnigan laquelle est rattachée à la rive sud du lac. Cette confluence de la rivière Pikauba est située à :
- 5,0 km à l'ouest de l'entrée de la baie Épiphane qui est sur la rive nord du lac ;
- 11,3 km à l'ouest de la confluence de la rivière Cyriac et du lac Kénogami ;
- 16,2 km à l'ouest de la route 175 ;
- 17,1 km au sud-ouest du barrage de Portage-des-Roches ;
- 17,1 km au sud-ouest du centre-ville du secteur Jonquière de la ville de Saguenay ;
- 19,4 km au sud-ouest de la confluence de la rivière aux Sables et de la rivière Saguenay ;
- 29,5 km au sud-ouest de la confluence de la rivière Chicoutimi et de la rivière Saguenay[2].

À partir de la confluence de la rivière Pikauba avec le lac Kénogami, le courant traverse ce lac sur 17,6 km vers le nord-est jusqu’au barrage de Portage-des-Roches, puis suit le cours de la rivière Chicoutimi sur 26,2 km vers l’est, puis le nord-est et le cours de la rivière Saguenay sur 114,6 km vers l’est jusqu’à Tadoussac où il conflue avec l’estuaire du Saint-Laurent.

## Toponymie
Le spécifique « Pikauba » désigne deux rivières et un lac de la "réserve faunique des Laurentides". La carte de 1731 du père Laure, identifie ce cours d'eau "rivière Ouapikoupau". Selon le père Joseph-Étienne Guinard, dans les langues innue et crie notamment, on relève la forme "pikobaw" que le père Laure traduit de la langue innue par « resserrée ou masquée par des joncs ». Une autre source prétend plutôt que "pikobaw" se décompose en "pik", signifiant « menu », "kobaw" signifiant « broussailles » et "wabi" signifiant « blanc » ; ainsi, cette traduction génère « broussailles blanches » ou « menues broussailles ».
En 1981, la Commission de toponymie du Québec a adopté un changement de désignation de ce cours d'eau. Des cartes de 1900 à 1930 font référence aux hydronymes Grande rivière Pikauba et Petite rivière Pikauba. Les toponymes « Chicoutimi » et « Pikauba » les ont remplacés officiellement en 1940. Plus récemment, l'usage a confirmé que la partie de la rivière au sud du lac Kénogami portait le nom « rivière Pikauba » et son affluent, celui de « Petite rivière Pikauba » .
Le toponyme « rivière Pikauba » a été officialisé le 8 janvier 1981 à la Banque des noms de lieux de la Commission de toponymie du Québec.